# Pietro Carotti
Pietro Carotti (Rieti, 25 aprile 1945) è un politico italiano appartenente allo schieramento di centrosinistra.

## Biografia
di professione avvocato, negli anni ottanta è stato consigliere comunale a Rieti e capogruppo per il Partito Comunista Italiano; con lo scioglimento del PCI, aderisce al Partito Democratico della Sinistra (PDS). Nel 1996 passa dal PDS al Partito Popolare Italiano e a sorpresa sconfigge Guglielmo Rositani alle elezioni per la Camera dei deputati nel collegio uninominale di Rieti. Durante il periodo a Montecitorio è stato relatore della riforma del codice processuale penale del 1999 che amplia gli spazi del processo premiale. Nel 2001 viene a sua volta battuto dallo stesso Rositani. Successivamente diviene membro della Margherita e poi del Partito Democratico.
Nel 2007 è stato nominato responsabile delle acque in un comune toscano.
Nel giugno 2011 abbandona il Partito Democratico per divergenze sulla sua politica in tema di giustizia, dichiarando che «è schiacciato sulle posizioni dei magistrati, senza dare giusto valore all'avvocatura».

## Opere
- Depenalizzazione 99. La giustizia figlia di un dio minore, Roma, Stampa Alternativa, 1999.
- Le regole del giudizio. Note di riflessione sul rito penale dopo l'intervento della L. 479/1999, Milano, La Tribuna, 2000.